# Jason Roberts (futbolista)
Jason Andre Davis Roberts nació el 25 de enero de 1978 en Park Royal, Londres y es un exfutbolista anglo-granadino que jugaba de delantero en el Reading FC. Es internacional absoluto por Granada.

## Selección nacional
Ha sido internacional con la Selección de fútbol de Granada, ha jugado 22 partidos internacionales.

## Clubes
| Club                 | País       | Año         |
| -------------------- | ---------- | ----------- |
| Hayes FC             | Inglaterra | 1996 - 1997 |
| Torquay United       | Inglaterra | 1997 - 1998 |
| Bristol City         | Inglaterra | 1998        |
| Bristol Rovers       | Inglaterra | 1998 - 2000 |
| West Bromwich Albion | Inglaterra | 2000 - 2003 |
| Portsmouth           | Inglaterra | 2003 - 2004 |
| Wigan Athletic       | Inglaterra | 2004 - 2006 |
| Blackburn Rovers     | Inglaterra | 2006 -2011  |
| Reading FC           | Inglaterra | 2012-       |

## Palmarés

### Campeonatos nacionales
| Título                       | Club       | País       | Año  |
| ---------------------------- | ---------- | ---------- | ---- |
| Football League Championship | Reading FC | Inglaterra | 2012 |